# Plectrocnemia latissima
Plectrocnemia latissima là một loài Trichoptera trong họ Polycentropodidae. Chúng phân bố ở miền Cổ bắc.